# Índia Juliana
Juliana, mais conhecida como a Índia Juliana (ou "Juliana, a índia"), é o nome cristão de uma mulher guarani que viveu na então recém-fundada Assunção, no início do Paraguai colonial, conhecida por matar um colono espanhol entre 1539 e 1542. Ela foi uma das muitas mulheres indígenas que foram entregues ou roubadas pelos espanhóis, forçadas a trabalhar para eles e ter filhos. Como a área não era rica em minerais como eles esperavam, os colonos geraram riquezas por meio do trabalho forçado dos indígenas – especialmente a exploração sexual de mulheres em idade fértil.
A história da Índia Juliana vem dos relatos de 1545 do explorador Álvar Núñez Cabeza de Vaca, que governou brevemente o território entre 1542 e 1544, assim como os de seu escriba Pero Hernández. Segundo essas fontes, a índia Juliana envenenou um colono espanhol chamado Ñuño de Cabrera – seja seu marido ou seu mestre – com ervas e foi solta apesar de ter confessado o crime. Após sua chegada a Assunção, Cabeza de Vaca teria descoberto sobre seu caso, e que ela até se gabava de suas ações para seus pares. Em resposta, ordenou sua execução por desmembramento, como punição pelo crime e advertência a outras mulheres indígenas para que não fizessem o mesmo. O relato de Cabeza de Vaca foi apresentado como prova judicial ao Conselho das Índias e pretendia mostrar a má gestão da região.
A Índia Juliana é considerada uma das figuras mais proeminentes da história feminina do Paraguai, e sua incitação a outras mulheres a também matarem seus senhores foi considerada uma das primeiras revoltas indígenas registradas da época. Numerosas versões de sua história surgiram com várias conotações ideológicas. Embora o cerne de sua história seja geralmente o mesmo, os relatos diferem em detalhes como a data dos acontecimentos, a forma como ela matou Cabrera e o método com que foi executada. Embora alguns tenham considerado a Índia Juliana colaboradora dos espanhóis e construtora da nação paraguaia, outros a reivindicam como rebelde e símbolo da resistência indígena à colonização. Várias interpretações modernas a descrevem como uma das primeiras feministas, com sua figura sendo reivindicada por ativistas e acadêmicos. A história da Índia Juliana tem sido tema de inúmeras obras de ficção histórica. Uma rua em Assunção leva seu nome desde 1992, uma das poucas que levam o nome de um indivíduo indígena em vez de uma comunidade como um todo.